# Side (gay slang)
Side je anglický termín související s rolemi při sexuálním styku, zejména mezi homosexuálními či bisexuálními muži. Zatímco označení top (aktiv), bottom (pasiv) či verzatil zahrnují angažmá v análnímu sexu a rozlišují momentálně zaujímanou pozici či dlouhodoběji preferovanou roli, side obrazně řečeno stojí stranou a o anální penetraci nestojí v žádné z výše zmíněných forem.
Podle magazínu LGBTQ Nation mohou být důvody pro volbu side různé, ať už preferenční, zkušenostní, psychologické, zdravotní či praktické. Mohou zahrnovat obavu z výkonnostních nároků pro aktivy či odpor k dietám a režimním opatřením pro pasivy, pro někoho nemusí být stimulace v oblasti konečníku tolik uspokojivá ve srovnání s jinými možnostmi. Vyloženě zdravotními důvody mohou být např. fisury konečníku či erektilní poruchy, vliv také mohou mít obavy z pohlavně přenosných nemocí ad.

## Vznik a rozšíření termínu
Termín uvedl v roce 2013 michiganský sexuální terapeut a přispěvatel amerického deníku The Huffington Post Joe Kort ve svém článku nazvaném „Guys on the 'Side': Looking Beyond Gay Tops and Bottoms“. Popsal v něm sociální skupinu gay mužů, kteří podle jeho slov upřednostňují líbání, objímání, orální sex, rimming, vzájemnou masturbaci či jiné sexuální aktivity, ovšem s výjimkou anální penetrace. Podle Korta někteří sidové mohou do akceptovaných či preferovaných praktik zahrnovat i dráždění konečníku prstem, tím však končí. Autor také uvedl, že přijetí faktu, že někteří gayové prostě neprovozují anální sex, by mohlo být pro řadu z nich osvobozující a destigmatizující.
Rok a půl po publikaci svého článku Kort založil privátní skupinu na Facebooku nazvanou Side Guys, sloužící jako fórum, jež podle deníku The Guardian k roku 2022 dosáhlo účasti kolem 5 tisíc uživatelů. O tématu v té době pojednal ve svých videích např. i na sociálních sítích široce sledovaný model a influencer Barrett Pall, losangeleský gay komik Michael Henry v dubnu 2022 uvedl humorné vysvětlující video na YouTube. V květnu 2021 publikoval o problematice sidů Bobby Box v kanadském gay časopise Xtra.
V květnu 2022 zavedla gay seznamovací aplikace Grindr, kterou v té době celosvětově užívalo kolem 11 milionů osob, pozici „side“ jako další alternativu k již dříve uváděným variantám top, bottom apod.